# 2-Tone Village

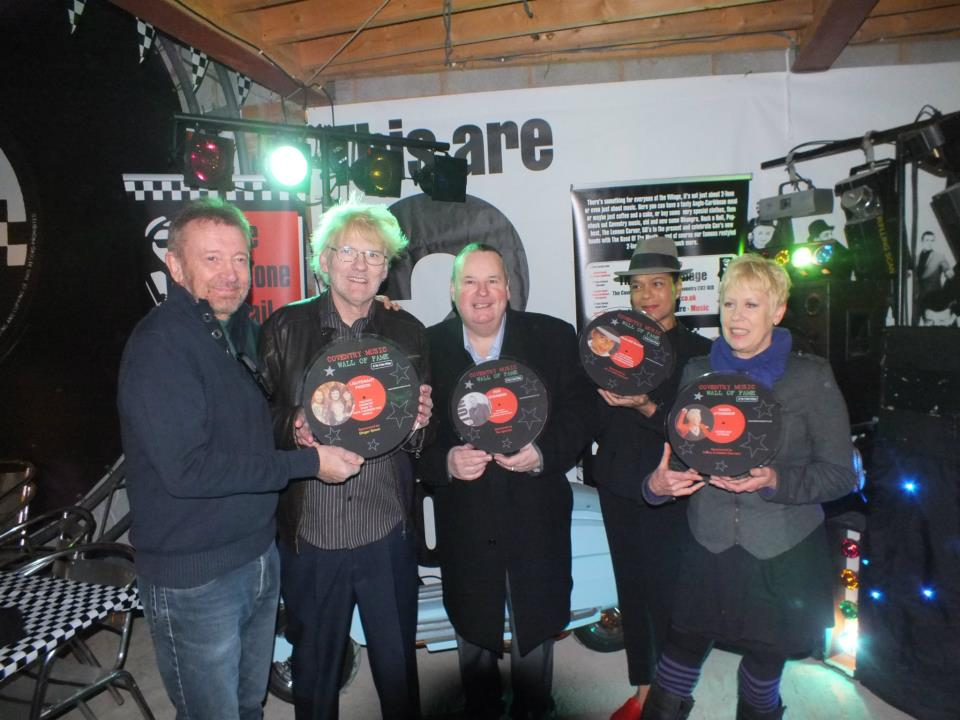
Vorstellung von Plaketten des Coventry Music Wall of Fame mit Pete Chambers, Pauline Black, Hazel O’Connor, Lieutenant Pigeon (2011).

Das 2-Tone Village ist ein Kulturzentrum an der Walsgrave Road in Stoke Heath, Coventry. Sein Schwerpunkt ist die 2-tone-Musik und Kultur, aber auch die regionale Musik. Zu den Einrichtungen zählen das 2-Tone Café, das Simmer Down Caribbean Restaurant, der 2-Tone Corner sub-culture shop, der Hall of Fame memorabilia store, der Coventry Music Wall of Fame, das Coventry Music Museum (gegründet November 2013) und das Knights live venue. Seine Anfänge lagen 2010 im Haus der Coventry University Students' Union, bevor es 2011 an den jetzigen Ort umzog.